# História da Grandeza e da Decadência de César Birotteau
A Grandeur et décadence de César Birotteau (em francês Histoire de la Grandeur et de la Décadence de César Birotteau, perfumeur, chevalier de la Légion d'Honneur, adjoint au maire du deuxième arrondissement de Paris, longo título que descreve em uma frase toda a trama) é um romance de Honoré de Balzac, escrito em 1837. Faz parte das Cenas da vida parisiense, da Comédia Humana.
Como é comum nos romances de Balzac, o protagonista foi inspirado por um fato real. O autor tinha por modelo um certo Bully, perfumista por profissão, que inventou uma loção de toalete à base de vinagre à qual deu seu nome. O laboratório de Bully foi saqueado após o levante popular de 1830, o homem ficou arruinado e passou longos anos a reembolsar seus credores e morreu na maior miséria, no hospital.
Balzac adicionou um caso de especulação, transformando a história em um autêntico romance de aventuras no qual César Birotteau encarna o protótipo da pequena  burguesia dos anos de 1830. Uma classe social ávida de reconhecimento, de honras, cuja ambição é ascender às esferas mais altas do mundo parisiense.
Sempre pronto a sublinhar a crueldade do mundo, o autor se compraz em fornecer uma visão tocante dessa personagem ingênua (cujo fim será menos duro do que o de seu modelo de partida). E, sobretudo, ele põe em relevo as qualidades de coragem e perseverança através do generoso Popinot, empregado de César Birotteau e seu futuro genro.
"Embora menos famosa que muitas outras obras de Balzac, esta é, no conceito unânime da crítica, um de seus romances mais perfeitos; é também, podemos acrescentar, um dos mais característicos, o modelo por excelência do romance balzaquiano."

## Enredo
César Birotteau, perfumista enriquecido por suas descobertas que causaram furor, e que recebera a Legião da Honra, decide transformar sua casa burguesa em um verdadeiro palácio para oferecer, ao fim de 1818, um baile por ocasião da retirada das tropas de ocupação da França. "O baile, brilhante como um fogo de artifício, extinguiu-se às cinco da manhã." Suas despesas suntuárias, que assustam sua esposa e seu fiel empregado Anselmo Popinot (secretamente apaixonado por Mademoiselle Birotteau), dão-lhe uma vertigem de ambição que o levam a arriscar toda sua fortuna. O notário mestre Roguin fareja em Birotteau uma vítima em potencial, e o envolve em um caso de especulação imobiliária no bairro da Madalena de Paris. Birotteau tem, de fato, necessidade de dinheiro porque as obras de reforma de sua casa e o novo estilo de vida que ele deseja ter lá comprometeram seriamente seu patrimônio.
Por uma hábil manobra dupla, o notário escroque desvia todas as economias do perfumista sem lhe dar recibo, antes de desaparecer. O instigador do complô contra o perfumista é um dos seus antigos empregados demitido por furto: du Tillet, agora admitido nas altas esferas das finanças e que alcançou sua vingança solapando o crédito de seu antigo patrão em todos os bancos. Sem possibilidade de obter empréstimos, o perfumista não consegue, apesar da dedicação de seu tio Pillerault e de sua esposa, de sua filha, se livrar dos apuros. Ele é obrigado a vender sua loja A Rainha das Rosas ao caixeiro que substituiu Anselmo Popinot: Célestin Crevel. Mas Anselmo Popinot, que dirige agora uma sucursal, o salvará. Ajudado por seu genial vendedor Félix Gaudissart, ele prepara e comercializa um óleo de sua invenção que é uma sensação por sua vez, como as descobertas de Birotteau. Popinot passa os dias e as noites a fabricar, em segredo, o óleo de avelã, cujo lucro ele reverte para César Birotteau. Ajudado com seis mil francos que oferece Luís XVIII ao fiel realista, Birotteau reembolsa todos seus credores, é finalmente reabilitado em 1823 e retoma sua Legião da Honra. Mas derrubado por essa batalha, ele morre no dia de seu triunfo, deixando o comércio próspero e a dignidade de seu nome em herança à sua filha e ao fiel Popinot.
"Os sofrimentos de César nada têm das dores grandiosas e imateriais dos heróis românticos; as estações de seu calvário são o vencimento de uma letra, a reforma de uma duplicata, uma conta a pagar quando o caixa está vazio."
Na obra Balzac traça um paralelo entre os dois bailes do enredo (o do ápice da carreira do perfumista e o baile de noivado de Popinot com Cesarina ao término da história) e o final da quinta sinfonia de Beethoven, enriquecendo assim "a sua motivação com esses empréstimos à magia de outra arte", segundo Rónai na Introdução à obra. "Essa música ideal explodiu, crepitou em todos os tons musicais e fez soar seus clarins nas meninges daquele cérebro fatigado, para o qual aquilo ia ser o grande epílogo."